# Empire State of Mind
«Empire State of Mind» es una canción del rapero estadounidense Jay-Z, en la que también participa como vocalista la cantante estadounidense de R&B y soul Alicia Keys. Se lanzó como el tercer sencillo del undécimo álbum de estudio de Jay-Z The Blueprint 3 (2009) a través de su discográfica Roc Nation en octubre de dicho año. La canción es un himno a la Nueva York natal de ambos artistas e incorpora un sample de «Love on a Two-Way Street» (1970) de The Moments. El tema había sido originalmente compuesto por las naturales de Brooklyn Angela Hunte y Jane't «Jnay» Sewell-Ulepic, quienes sentían nostalgia durante un viaje al extranjero en febrero de 2009. Al mes siguiente, enviaron la canción a Roc Nation, pero recibieron críticas negativas. Inicialmente desalentado, el dúo la envió a Jay-Z por sugerencia de un asociado a EMI tras un incidente que consideraron un presagio.
Tras escucharla, el rapero la grabó inmediatamente cambiando todas las estrofas, pero conservando el gancho melódico. Se suponía que Hunte cantaría esta sección, pero cuando preguntaron al dúo si conocían a alguien más apropiado para el estribillo, Hunte sugirió a Keys. También se pensó en Mary J. Blige, pero se eligió a la cantante de R&B tras que Jay-Z escuchase el loop de piano de la canción. Se vio el tema como una «balada orquestal de rap» y tiene un estilo que combina el pop junto a este género. Contiene referencias a drogas, lugares de Nueva York, así como a sus residentes famosos, mientras que describe la esencia de la ciudad. Se incluye lenguaje soez en el tema y aunque sean dichas en las presentaciones en directo, se omitieron durante el concierto que dieron en el segundo partido de la Serie Mundial de béisbol de 2009.
Fue incluida en sucesivas listas de las diez mejores canciones del 2009 de múltiples publicaciones, entre las que se cuentan la revista Rolling Stone y el New York Times. «Empire State of Mind» logró tener éxito comercial en todo el mundo. Ingresó en el top 10 en muchos países, incluyendo el Reino Unido, Canadá, Australia, Francia, Italia y Suecia. El sencillo tuvo éxito también en los Estados Unidos, donde permaneció en la cima del Billboard Hot 100 por cinco semanas consecutivas y se convirtió en el primer sencillo número uno de Jay-Z como artista principal. También figuró en las listas de fin de año de 2009 en Italia, Australia y Estados Unidos.
En el video promocional de la canción, que está mayoritariamente en blanco y negro, se muestra a Jay-Z y Keys cantándola en varios lugares de Nueva York. «Empire State of Mind» ha sido interpretada por ambos artistas en muchas ocasiones, entre las que se cuenta las ceremonias de 2009 de los MTV Video Music Awards y de los American Music Awards. Generalmente, cuando el dúo interpreta el tema, una pantalla muestra lugares de la ciudad. Keys grabó una secuela titulada «Empire State of Mind (Part II) Broken Down», presente en su cuarto álbum de estudio The Element of Freedom. Esta versión de Keys fue bien recibida por la crítica y comercialmente exitosa, aunque no tanto como su predecesora. La cantante dijo que eligió grabar su propia versión de «Empire State of Mind» porque quería expresar sus sentimientos personales sobre Nueva York. El 13 de febrero de 2011, ganó dos premios Grammy, en las categorías de mejor canción de rap y mejor colaboración de rap/cantada y además recibió una nominación en la categoría de grabación del año.

## Contexto y composición
Originalmente, la cantautora y productora Angela Hunte, natural de Brooklyn, junto a su compañera de composición Jane't «Jnay» Sewell-Ulepic compusieron «Empire State of Mind». Hunte se crio en el mismo edificio en el que vivía el rapero Jay-Z, 560 State Street, una dirección mencionada en la canción. Pese a esto, nunca habían colaborado en una canción antes. El tema se inspiró en un viaje que Hunte y Sewell-Ulepic hicieron a Londres en febrero de 2009 donde sintieron nostalgia. Hunte estuvo enferma ese verano y la madre de Sewell-Ulepic también lo estaba. La productora afirmó: «Nos dijimos: nos quejamos tanto de Nueva York —de las calles tan atestadas, las multitudes, los empujones, el subterráneo— pero ahora mismo cambiaría cualquier cosa por eso. Antes de dejar nuestro hotel aquella noche, sabíamos que compondríamos una canción sobre nuestra ciudad». Aunque la compusieron como una forma simple de poner en palabras sus sentimientos hacia su lugar de origen, la enviaron secretamente a la discográfica Roc Nation al mes siguiente, con la esperanza de que a Jay-Z le gustase y quisiera grabarla. Cuando recibieron críticas negativas, se convencieron de que nunca sería grabada. Sin embargo, durante el verano de ese año, Jon «Big Jon» Platt de EMI escuchó el tema y pensó que «será perfecto para Jay-Z».
Las compositoras tenían sus dudas, ya que no habían tenido éxito con la canción. Según Hunte, la caída de una figurilla del rapero estadounidense The Notorious B.I.G. colocada cerca de la computadora mientras se la hacían escuchar a Platt fue un presagio, debido a que nunca antes se había desplomado, sea cual fuere el volumen de la música. Comentó: «Simplemente nos miramos la una a la otra, como [diciéndonos que] si Biggie lo aprueba, lo envía a Jay». Según la productora: «Al día siguiente, Platt la despachó al rapero y a él le gustó; la grabó esa misma noche [para su undécimo álbum de estudio, The Blueprint 3]». Hunte recuerda: «Estábamos tan felices de que quisiera honrar nuestro trabajo y producción. Dos productoras y compositoras que crean una canción para un rapero, eso no se ve muy a menudo. No podemos estar más agradecidas con él por ser tan abierto». Originalmente compuesta para ser cantada, Jay-Z creó nuevas estrofas sobre la base de las ya existentes y solo dejó intacto el gancho. Sin embargo, Hunte comentó que la cantante de soul y R&B Alicia Keys sería más apropiada para el estribillo. Hunte dijo que «ella nunca había hecho una grabación con él y tiene mi mismo tono de voz. La hacía sonar tan original [...] y la hacía sonar familiar, fue una gran elección». Keys también ayudó a componer el nuevo puente del tema.
Keys comentó: «Primero hubo una llamada telefónica en la que Jay dijo: "Tengo esta grabación, que siento que será el himno de Nueva York"». El rapero comentó que también había considerado apropiada a Mary J. Blige para que cantara la parte de Keys. Confesó que había estado «a dos segundos» de pedir a Blige que participara en el segundo estribillo, pero dijo que Keys era su segunda opción. Según un artículo de Digital Spy escrito por Marcell Minaya: «Si bien usar a Blige era una jugada segura, la combinación del talento de Keys con su piano había tocado una fibra [a Jay-Z]». En diciembre de 2009, Hunte comentó que la versión original del tema, que se lanzará algún día, «es tan potente que será sólo cuestión de tiempo hasta que la escuches entera».

## Descripción

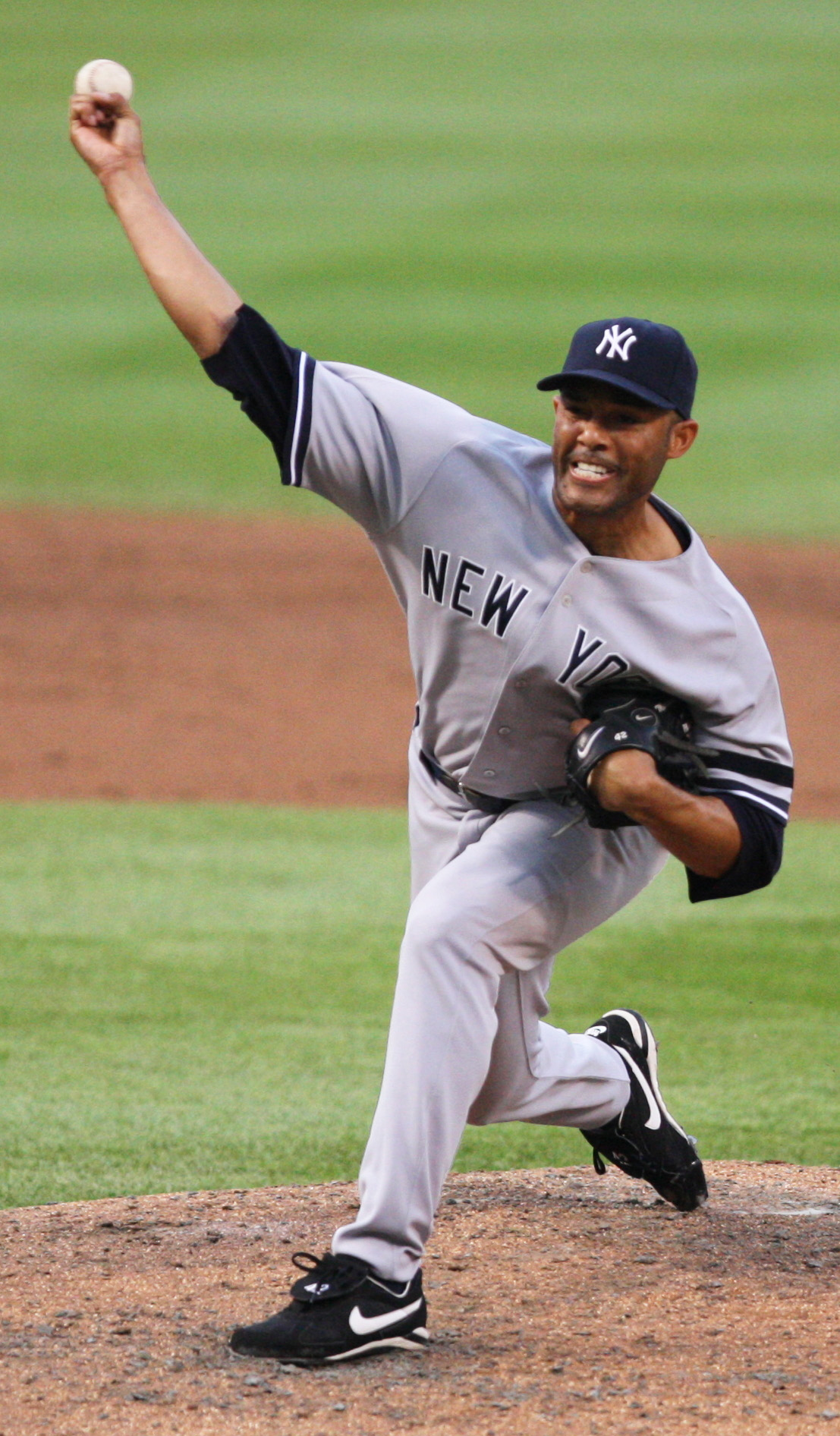
En la canción existen numerosas referencias a elementos característicos de la cultura estadounidense, como el equipo de béisbol New York Yankees.

«Empire State of Mind» presenta estrofas de rap interpretadas por Jay-Z y la voz de Keys en el estribillo, por lo que está acreditada como artista invitada. Es una canción con el estilo de un himno de rap y hip hop con influencias de electropop y pop tradicional. El tema también posee un estilo pop-rap y contiene un sample del sencillo de 1970 «Love on a Two-Way Street» de The Moments, que consiste en la melodía de piano que se escucha en toda la canción. A lo largo del sencillo, el registro vocal de Keys abarca desde la♯3 a do♯5. Está compuesta en la tonalidad de fa♯ mayor. Según la partitura publicada en Musicnotes.com por EMI, «Empire State of Mind» posee un compás de 4/4. Las estrofas poseen una progresión armónica de fa♯-do♯/si-si-fa♯ y tiene un tempo de 84 pulsaciones por minuto. Pete Cashmore de NME afirmó que Keys aportó a la canción unos «acordes de piano arrolladores» durante su parte del tema. Mariel Concepción de la revista Billboard notó que la canción posee un «patrón simple de piano». Stephen Dalton de The Times la describió como una «balada orquestal de rap».
En cuanto a su letra, se ha dicho que «Empire State of Mind» lleva a los oyentes «de paseo en los asientos traseros de un Maybach», ya que detalla el ascenso de Jay-Z desde la barriada Marcy Projects al éxito de su carrera. El sencillo, que comienza con versos referentes a algunos lugares de Nueva York, nombra destacados barrios y captura la esencia de la ciudad, desde los partidos de baloncesto de los Knicks hasta algunos de sus residentes famosos. En la canción, Jay-Z se autoproclama «el nuevo Sinatra» y afirma que since I made it here I can make it anywhere («ya que lo he logrado aquí puedo lograrlo o puedo triunfar en cualquier otro lugar»). Además, afirma que es capaz de hacer the Yankee hat more famous than a Yankee can («La gorra Yankee más famoso de lo que un Yankee puede») y añade que You know I bleed blue/But I'm not a crip, though («Sabes que tengo sangre azul/aunque no soy un crip»). Haciendo alusión a la pandilla "Los Crips" que se identifican con el color azul a contraparte de su banda rival "Los Bloods" que se identifican con el color rojo. También están presentes a lo largo de la canción referencias al narcotráfico, lenguaje soez y blasfemias. Raju Mudhar de The Star comentó sobre los versos I'm the new Sinatra/And since I made it here/I can make it anywhere/Yeah they love me everywhere («Soy el nuevo Sinatra/Y debido a que lo hice aquí/puedo hacerlo en cualquier otro lado/Sí, todos me aman en todas partes»): «¿Quién puede discutirle? [...] Es uno de esos jubilados despistados, pero [...] es una leyenda viva del hip hop, uno de los pocos raperos que vale la pena ver en un estadio gigante». Allison Stewart de The Washington Post describió el contenido de la letra como «los gritos del equipo deportivo de Hova y PG-13 rumiando». Jayson Rodríguez de MTV News opinó que Keys «canturrea» en los versos del coro I'm from New York/These streets will make you feel brand-new/Bright lights will inspire you («Soy de Nueva York/Estas calles te harán sentir renovado/Las luces brillantes te inspirarán»). La cantante comentó que mientras se grababa la canción se quería asegurar de cantar correctamente el gancho y explicó: «Lo intenté un par de veces, pero se trataba más de captar la grandiosa sensación [del tema]. Estaba en realidad como enojada con mi primer intento y sabía que [Jay-Z] necesitaba que lo grabara, así que estaba como [diciendo]: "¡Déjame hacerlo bien!". Retrocedí y lo revisé para que sea lo que es ahora. Así que en realidad me tomó un par de intentos, pero en cada oportunidad, la energía era muy fuerte». Simon Vozick-Levinson de Entertainment Weekly comentó que la cantante posee un «rol crucial» y afirmó que «Empire State of Mind» es «un exitazo que el público de los conciertos espera que Jay interprete y simplemente no funcionaría sin una voz potente y limpia que cante ese gancho».

## Recepción de la crítica

### Reseñas

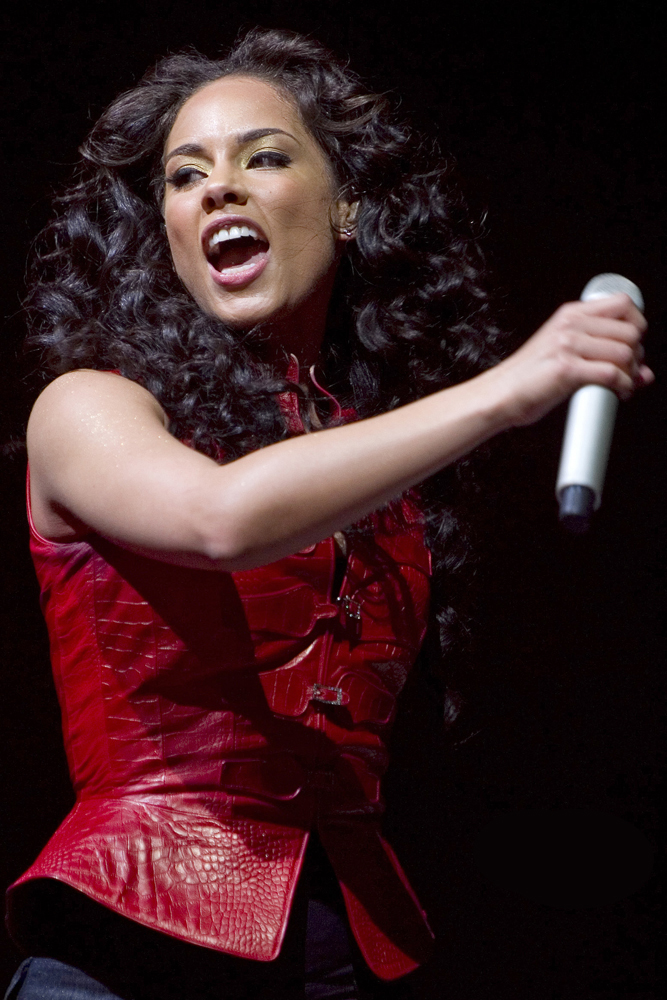
Muchos críticos elogiaron a Alicia Keys por su voz en el estribillo.

«Empire State of Mind» tuvo una recepción generalmente positiva de la crítica de música contemporánea y muchas reseñas elogian la interpretación vocal de Keys. Jon Bush de Allmusic comentó que el tema es un momento culminante dentro de The Blueprint 3. También afirmó que Jay-Z se vuelve «multifacético» en el tema como «un patriota de Nueva York con una gran cantidad de menciones a edificios emblemáticos [y] se convierte en un genial himno con la ayuda de Alicia Keys en el estribillo». El periodista de Los Angeles Times Greg Kot elogió al rapero por su habilidad de cantar con cameos y dijo que el tema tiene «el sonido de Jay-Z navegando en los éxitos pop». Pete Cashmore de NME describió el cameo de Keys como «un grito lujurioso». Martin Andrew de PopMatters llamó a la canción «aún otro intento» de Jay-Z para mostrar su respeto por Nueva York, pero comentó también que «se mantiene interesante gracias a la magnífica percusión de Al Shux y el gancho festivo de Alicia Keys». Añadió que «ante todo», la canción es «una mejor oportunidad del presentador de Marcy [Projects] de alardear de las sombras de una nueva corriente sin perder un segundo».
Jody Rosen de la revista Rolling Stone la llamó «un lívido grito [sobre] Nueva York». El crítico de USA Today Steve Jones percibió un proceso de maduración de Jay-Z en el tema y comentó que «los elegantes puntos emblemáticos a los que se refiere distan mucho de los mugrientos panoramas de Marcy Projects que alguna vez describió en detalle, algo tal vez esperable del autodenominado "el nuevo Sinatra"». The Daily Telegraph describió el sonido de la canción como «un himno pop de las discotecas» y afirmó que en el estribillo de Keys se puede «cantar a coro». Shannon Barbour de About.com la llamó la cumbre del álbum y alabó a Keys por su «excelente demostración de un canto inusualmente potente». El escritor de la revista Slant William McBee lo describió como una «rutilante oda a la Gran Manzana» con Keys «planeando al nivel de los rascacielos y Jay tocando para su ciudad».
El crítico Chris Carle de IGN dijo que Keys aporta una «voz flotante» en la canción. El periodista de New York Post Ray Brockington llamó a «Empire State of Mind» su canción «favorita» de The Blueprint 3 y Tyler Gray, de la misma publicación comentó que se trata del tema «más sentimental» del álbum. Francois Marchand de Vancouver Sun la llamó «provocadora de escalofríos». El escritor de The Times Stephen Dalton llamó a la canción «una sentida carta de amor a la ciudad de Nueva York» en la que Jay-Z interpreta «hip hop al estilo de Sinatra» sobre el «exquisito» estribillo de Keys y Alexis Petridis de The Guardian lo describió como «pop increíblemente vivaz». Killan Fox de la misma publicación opinó que se trataba de un «tremendo homenaje» a Nueva York y la apuntó como una de «las pistas realmente buenas» de The Blueprint 3. Ian Cohen de Pitchfork Media dijo que «los martilleantes ganchos» de «Run This Town» y «Empire State of Mind» «se conforman con hallar su camino hacia la ubicuidad».

### Puestos en listas y reconocimientos
«Empire State of Mind» ha sido incluida en múltiples listas de las mejores canciones de 2009. El sencillo figuró como el octavo mejor tema del año en la lista de MTV, fue la segunda mejor canción del 2009 según la revista Rolling Stone y fue votado como el sencillo del año en la 37.ª encuesta de críticos anual de The Village Voice Pazz & Jop. Jon Pareles de The New York Times ubicó a «Empire State of Mind» en el tercer puesto de su lista de las mejores canciones de 2009 y Pitchfork Media lo colocó en el lugar 44 de una lista similar. Jay-Z, un viejo fan de los New York Yankees dijo que estaba encantado de que canciones suyas tales como «Empire State of Mind» y «Run This Town» se hayan transmitido durante los bateos de diferentes jugadores del equipo en los partidos locales de la Serie Mundial de béisbol de 2009. Comentó que fue «increíble» y «fuera de toda explicación» escuchar su música transmitida durante los partidos del equipo. El alcalde de Nueva York Michael Bloomberg comentó que «Empire State of Mind» se ha convertido «uno de los más recientes himnos de los Yankees». En la ceremonia de la 53.ª edición de los premios Grammy, el tema ganó en las categorías de mejor canción de rap y mejor colaboración de rap/cantada. Además, recibió una nominación en la categoría de grabación del año.

## Desempeño en las listas de venta

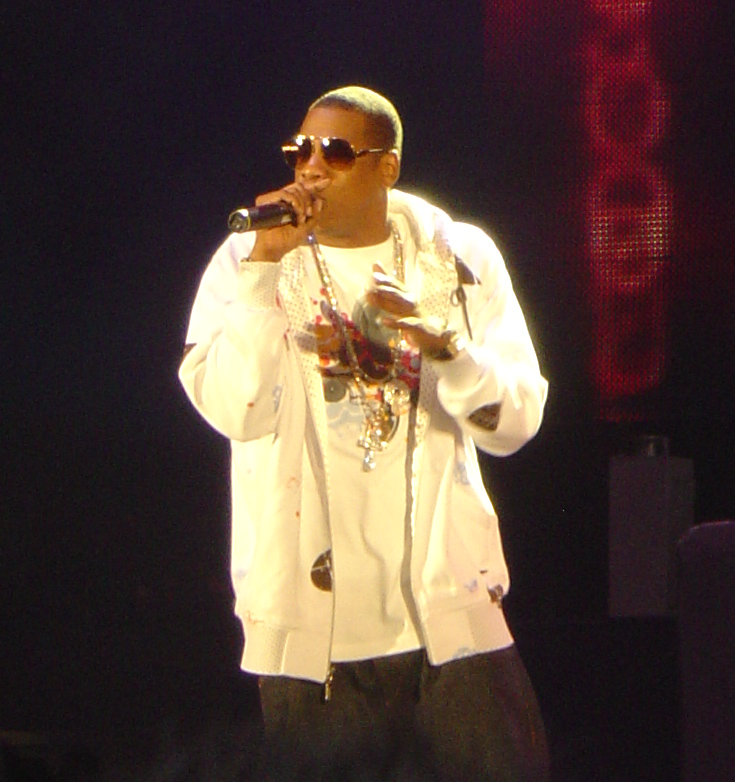
«Empire State of Mind» fue el primer sencillo en estar en la cima del Billboard Hot 100 en el que Jay-Z era el artista principal.

«Empire State of Mind» logró éxito comercial a nivel internacional. En los Estados Unidos, el tema llegó al primer puesto del Billboard Hot 100 y permaneció en él cinco semanas consecutivas, desde el 28 de noviembre al 26 de diciembre, destronó «Fireflies» de Owl City y consistió en el primer sencillo número uno de Jay-Z en esta lista como artista principal en su carrera de catorce años. La canción, que fue el cuarto sencillo número uno en la lista, se trata del primer sencillo en llegar a la cima del Billboard Hot 100 que posee una referencia a Nueva York en su título. Más aún, se incluyó en las listas de fin de año de Billboard elaboradas en 2009 en el puesto 62 y fue el último sencillo número uno de la década de 2000. Según la publicación, la canción fue el 15º éxito más grande de dos artistas de todos los tiempos.
El sencillo vendió 205 000 copias digitales en los Estados Unidos en su primera semana y en la semana con mayor cantidad de ventas se comercializaron 360 000 copias en diciembre de 2009. «Empire State of Mind» además ha llegado a la cima de la lista de Billboard de ventas a modo de descarga digital legales el 3 de octubre de 2009, como también encabezó de la lista de la mayor radiodifusión en el país durante ocho semanas consecutivas desde el 28 de noviembre al 23 de enero de 2010. El tema también permaneció en la máxima posición de la lista de canciones de R&B y hip hop por tres semanas consecutivas y estuvo en la cima a la lista de Billboard de canciones de rap por nueve semanas consecutivas. Cinco meses después de su lanzamiento, «Empire State of Mind» recibió tres discos de platino otorgados por la RIAA por haber vendido más de 3 000 000 unidades en los Estados Unidos. En agosto de 2012, las ventas totales del sencillo en dicho país alcanzaron los 5 000 000 de descargas.
En el Reino Unido, el tema debutó en el número 15 y en las dos semanas siguientes llegó al segundo puesto; no llegó a la cima debido a que ésta estaba ocupada por «Break Your Heart» de Taio Cruz (2009). «Empire State of Mind» llegó al tercer puesto en el Canadian Hot 100 y llegó al primer puesto de ventas digitales el 12 de diciembre. La canción alcanzó el cuarto puesto en Australia y recibió un disco de oro otorgado por la Australian Recording Industry Association por la venta de 35 000 unidades en el país. La canción también se incluyó en la lista de fin de año de 2009 del país en el puesto 64. En Nueva Zelanda, el tema llegó al puesto seis. Además, el sencillo recibió un disco de oro entregado por la RIANZ por la venta de 7500 copias en la región. El sencillo debutó en el puesto 18 en Francia y posteriormente llegó al número ocho en las siguientes tres semanas. Además, alcanzó el número cuatro en las listas de Valonia y Flandes en Bélgica. En Portugal, la canción debutó en el puesto 48 y posteriormente llegó al número uno, donde permaneció 18 semanas consecutivas. La canción ingresó en el top 10 en las listas de Dinamarca, Irlanda, Italia, Finlandia, Países Bajos y Suiza. En Italia, «Empire State of Mind» recibió un disco de platino. Las regiones en donde el tema tuvo menos éxito comercial fueron Austria, Brasil y España, donde alcanzó los puestos 13, 17 y 27 respectivamente.

## Video promocional

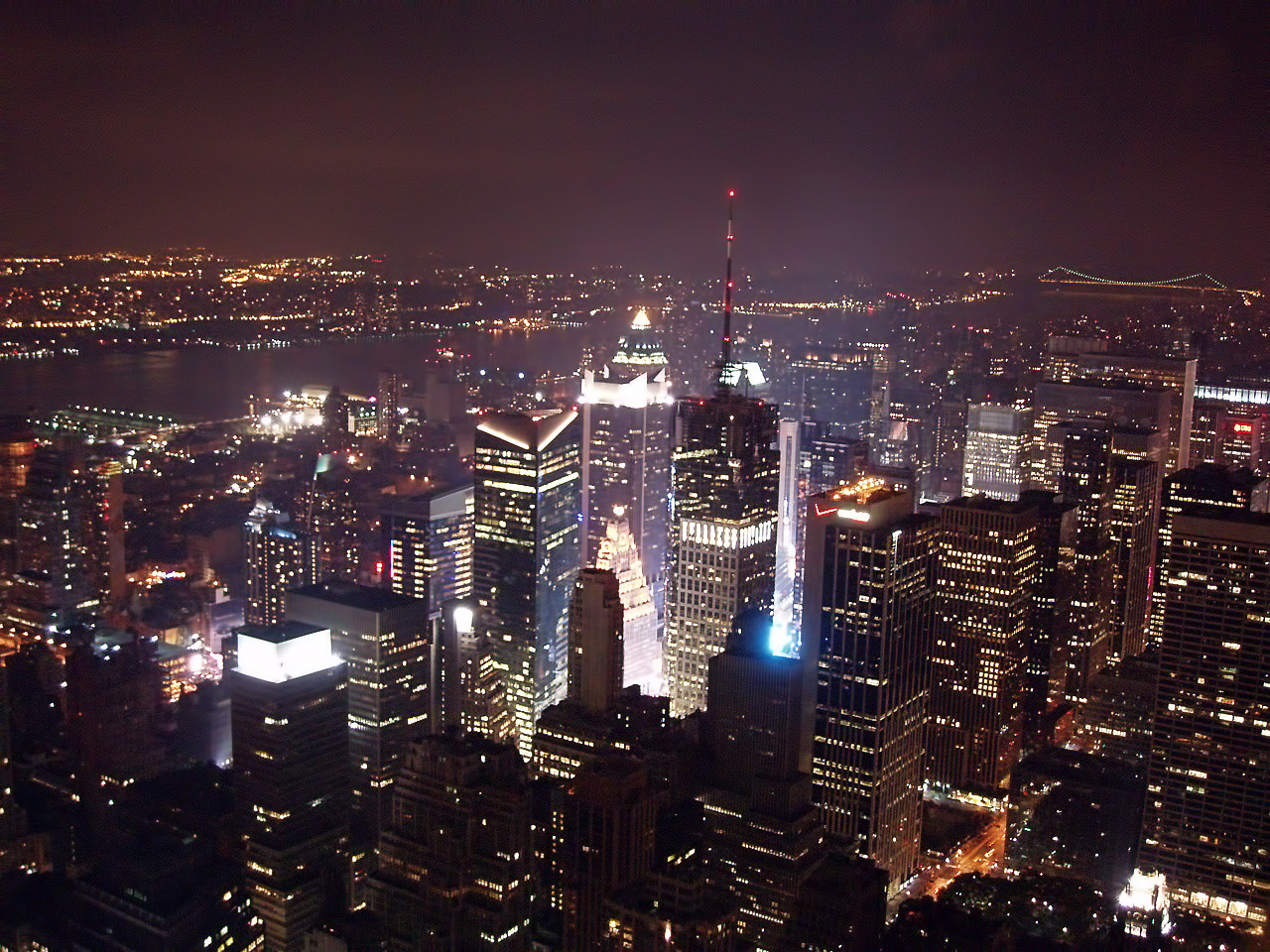
Vista aérea de la ciudad de Nueva York, lugar donde se filmó el video.

Hype Williams dirigió el video promocional de «Empire State of Mind». El video, filmado en Nueva York, presenta imágenes en blanco y negro de la ciudad, intercaladas con planos en color de Jay-Z y Keys tocando en Times Square. Se filmó entre el 29 de septiembre y octubre, en Tribeca y en los alrededores de la zona cero y se lanzó el 30 de octubre de 2009. Keys lo elogió y comentó que tiene todos los elementos clave de un homenaje a su ciudad natal.

### Contenido
El video comienza con una serie de imágenes de la ciudad en forma de diaporama. Luego, se intercala con planos de Jay-Z interpretando el tema en una calle de espaldas a un edificio residencial y vestido con una remera sin mangas y una gorra de los Yankees. Tras esto, se comienzan a alternar las fotografías con fragmentos del rapero cantando en varias zonas con diferentes escenarios. Las imágenes incluyen un monumento a John D. Rockefeller Jr., señales de tránsito, escaleras y estaciones de tren. Más adelante, se aprecian planos en blanco y negro de Keys, que usa largos pendientes, tacones, una blusa negra y pantalones tocando un piano Yamaha con dibujos de la Estatua de la Libertad. Canta su parte de noche, en una calle con mucho tránsito. La interpretación de la cantante se intercala con vistas aéreas de rascacielos y planos del Yankee Stadium, además de planos donde figuran oficiales del Departamento de Policía de Nueva York, sus autos y su logotipo. Algunas personas, como las que caminan por Nueva York o usan los símbolos del equipo de béisbol muestran sus rostros o éstos se ven borrosos. Keys y Jay-Z, quienes usan anteojos de sol de noche, cantan juntos el tema a medida que el video se intercala con planos de su interpretación por separado, como así también con imágenes de la ciudad. Termina con planos a color del dúo ondeando en el aire sus manos mientras cantan los versos finales en unas escaleras rojas, planos de Keys tocando el piano y fotografías de Nueva York.

## Interpretaciones en directo

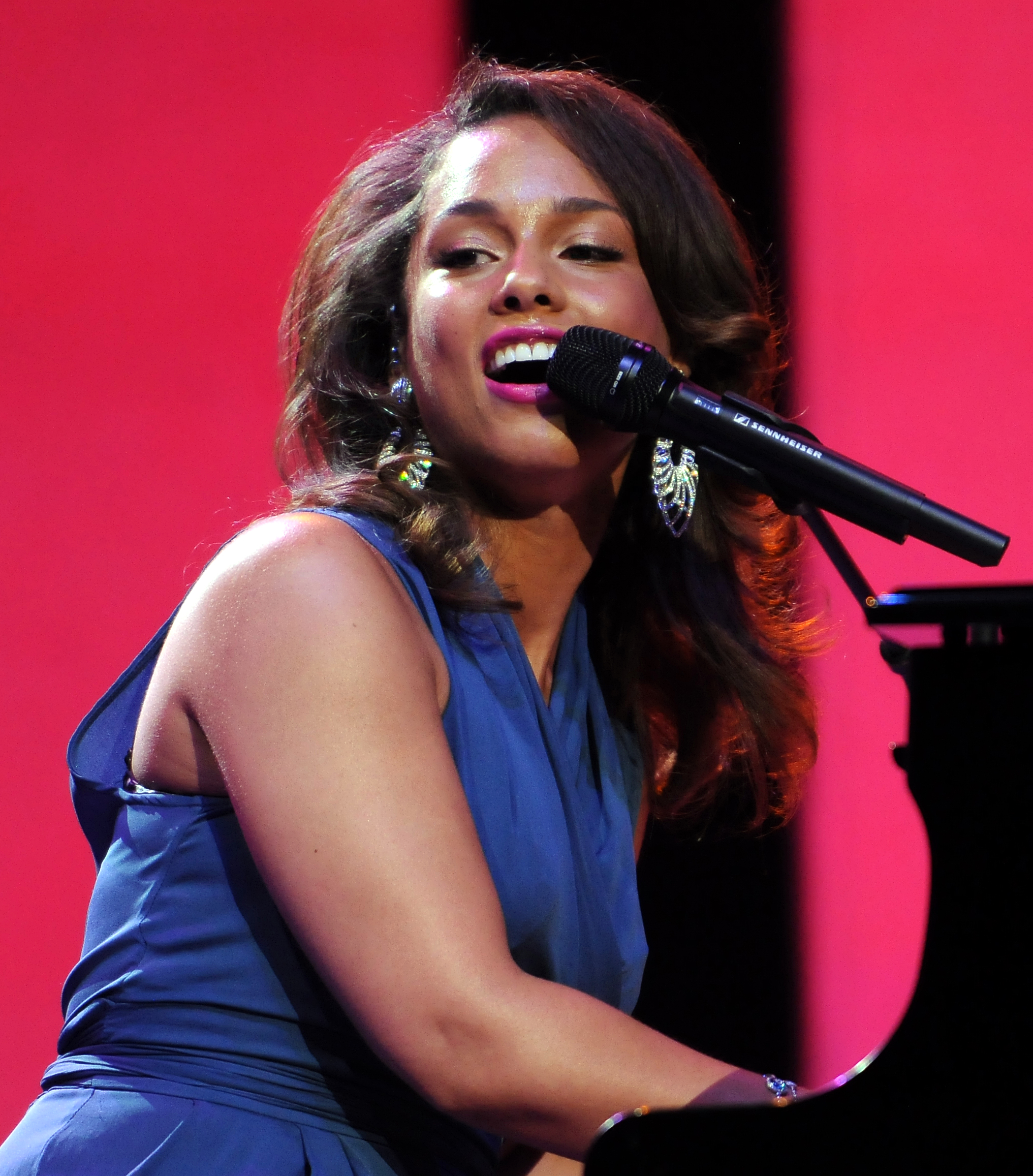
Alicia Keys durante una presentación en directo en 2011.

«Empire State of Mind» fue interpretada por primera vez en el concierto de beneficencia de Jay-Z «Answer the Call», llevado a cabo en Madison Square Garden el 11 de septiembre de 2009 y fue el tema de apertura. Todos los ingresos generados con la venta de entradas se destinaron a la Policía de Nueva York, Fire Widows y Children's Fund. La canción se interpretó luego en directo en la edición de 2009 de los MTV Video Music Awards el 13 de septiembre de 2009, donde cerró el espectáculo de los premios. Esta ocasión fue la primera vez que Jay-Z y Keys cantaron el tema juntos en directo. Shaheem Radi de MTV News comentó sobre la interpretación que «su puesta en escena era elegante y macarra al mismo tiempo, fue un momento muy potente» y Ryan Borckington del New York Post comentó: «la voz mantecosa de Alicia y la presencia impecable de Jay-Z en el escenario hizo que la adrenalina suba» y ubicó su actuación en el tercer lugar de su lista de las «seis mejores interpretaciones» de la ceremonia. En el concierto, Jay-Z usó su característica gorra de los Yankees y Keys se vistió de negro mientras tocaba el piano. Durante la interpretación de los MTV Video Music Awards se transmitieron imágenes de lugares de Nueva York, como el edificio Empire State y el Apollo Theatre en una pantalla detrás de los músicos. Hacia el final de la canción, la rapera Lil Mama se levantó de su asiento entre el público y posó junto a Jay-Z y Keys mientras cantaban los últimos versos del tema. Lil Mama dijo que no pretendía faltar el respeto a los cantantes, pero la canción hizo que sus «sentimientos se avivaran» y añadió que «en ese momento me subí al escenario para celebrar con mis dos ídolos cantando sobre Nueva York». Keys afirmó sobre el incidente: «Podemos entender que estaba abrumada e inspirada, pero hubiéramos estado encantados de que lo hiciera desde su asiento» y Jay-Z comentó que «estaba planeado que se metiera en esa presentación, para interrumpir, estaba fuera de lugar». Leah Greenblatt de Entertainment Weekly dijo que el dúo «aportó un poco de auténtico calor de la calle con los trabalenguas» de «Empire State of Mind» y añadió que: «Keys, con el piano y su coro que se eleva aporta la fuerza femenina y el alma».

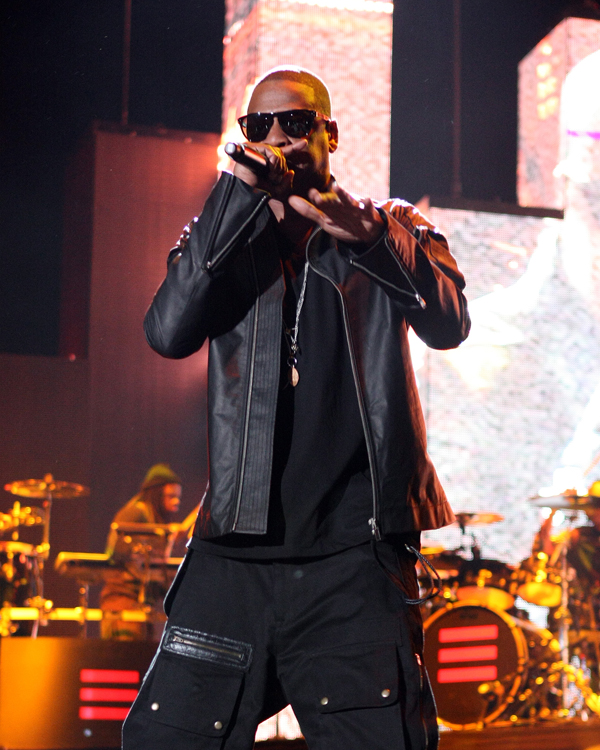
Jay-Z durante un concierto en 2010.

Estaba programado que Jay-Z cantara «Empire State of Mind» con Keys en el primer partido de la Serie Mundial de béisbol de 2009 a principios de octubre de 2009, pero debido a las inclemencias del tiempo, el dúo no cantó. Finalmente, la interpretaron en directo en el Yankee Stadium antes del segundo partido de las series mundiales de 2009 a mediados de octubre. Ambos músicos interpretaron el tema en un escenario adornado por encargo con banderas de los Yankees, mientras que imágenes de Nueva York se iban mostrando en grandes pantallas en el estadio. Jayson Rodríguez de MTV News comentó sobre la actuación: «Si los Yankees buscaban cambiar su melodía de cabecera en el segundo partido de las series mundiales, no podrían haber elegido mejores invitados musicales». Durante la mayoría de las presentaciones en directo del tema se ha incluido el lenguaje soez, pero en este concierto, se omitieron. El 5 de noviembre de 2009, Jay-Z y Bridget Kelly cantaron «Empire State of Mind» en los MTV Europe Music Awards cuya ceremonia se celebró en Berlín, Alemania y tocaron de espaldas al paisaje de Nueva York. Jacelyn Vena y Eric Ditzian de MTV News opinó que Jay-Z «se tomó su orgullo por su ciudad natal bastante en serio» en la interpretación. El rapero también la cantó junto a Kelly en la ceremonia de victoria en el New York City Hall el 6 de noviembre de 2009. Mientras Kelly cantaba la última estrofa del tema, los integrantes del equipo de los Yankees se levantaron de sus asientos para abrazar y estrechar la mano de Jay-Z.
Jay-Z y Keys tocaron la canción en los American Music Awards el 22 de noviembre de 2009. A modo de presentación para los artistas, el jugador de los Yankees Alex Rodríguez dijo: «Tengo el honor de presentar a uno de los mejores de Nueva York, mi amigo Jay-Z y Alicia Keys» y MTV calificó esta introducción como «magnífica». En el evento, la cantante usó un traje negro y el rapero, saco y camisa blancos y comenzaron cantando en primer lugar la canción «New York, New York» de Frank Sinatra. Keys tocó un piano blanco y ambos interpretaron el tema en un escenario con luces azules de espaldas a una pantalla que mostraba rascacielos y se repetían las palabras «Nueva York» en ella. Hacia el final de la canción, Keys hizo un gesto de «te amo» y Jay-Z extendió sus brazos. Todd Martens de Los Angeles Times comentó que la canción está «gastada» y calificó la interpretación con una «D», no sin antes mencionar que «la presentación de Alex Rodriguez tiene una F». El 29 de noviembre, Keys interpretó el estribillo del tema en un medley junto con «Doesn't Mean Anything» y «No One» en la sexta temporada del programa televisivo del Reino Unido The X Factor. En marzo de 2010, Jay-Z se unió a Keys en sus conciertos de Nueva York dentro de su gira The Freedom Tour para interpretar «Empire State of Mind» con imágenes de la ciudad transmitidas durante el evento. El rapero interpretó «Empire State of Mind» como así también otros tres sencillos suyos en el festival de California Coachella en abril de 2010. Junto a su cantante de respaldo Bridget Kelly interpretó en directo el tema en un episodio de Saturday Night Live el 9 de mayo de 2010 en un medley con otros temas, entre los que se cuenta «On to the Next One». Kelly usó un mini vestido negro y el rapero usó una remera blanca y una campera negra de cuero mientras cantaban en un escenario iluminado con luces azules. Caitlyn Millat de la NBC de San Diego comentó que Jay-Z «tiró la casa por la ventana» en su interpretación. Jayson Rodiguez de MTV opinó que Kelly «hizo girar unas cuantas cabezas» porque su vestimenta era más «ajustada que las rimas de su jefe».

## Secuela
Tras el lanzamiento de «Empire State of Mind» en enero de 2010, Keys afirmó que estaba en sus planes poner a la venta una segunda versión del sencillo el mes siguiente, donde solo estuviera presente su voz. El tema, titulado «Empire State of Mind (Part II) Broken Down» figuró en el cuarto álbum de estudio de la cantante The Element of Freedom, lanzado en diciembre de 2009. La versión original, llamada «Empire State of Mind Part 2» tenía partes cantadas por Keys y una nueva estrofa de rap de Jay-Z, pero finalmente no se incluyó. Hablando sobre la canción, Keys afirmó que se trata de una dicotomía entre la fuerza y la vulnerabilidad y dijo que «la música es realmente potente y la batería es realmente agresiva, pero mi voz es vulnerable y delicada».

«Así que definitivamente quise hacer mi [propia] versión y [mostrar] mi visión de Nueva York y cómo la siento[.] Quería hacerla a mi estilo —más desglosada, más en piano, más voz e intimidad— así que eso es lo que hice. Imaginé: "Si pudiera cantar la canción entera, ¿cómo lo haría?" Así que simplemente me senté en mi piano y como que la desglosé y comencé a cantar sobre Nueva York como la veo, salió genial».

«Empire State of Mind (Part II) Broken Down» tuvo en general una recepción positiva de los críticos de música contemporánea en las reseñas de The Element of Freedom. Allison Stewart de The Washington Post comentó que el tema, que es una balada pop, reemplaza las referencias deportivas y reflexiones de «Empire State of Mind» con un «puñado de generalizaciones todavía menos controversiales y suaves» y destacó la versión de Keys de If I could make it here/I could make it anywhere («Si pude hacerlo aquí/podría hacerlo en todas partes»). El tema no fue tan exitoso comercialmente como «Empire State of Mind», ya que llegó al puesto cuatro en el Reino Unido, al cuarenta en el Canadian Hot 100 y al 69 en Suecia.

## Versiones de otros artistas

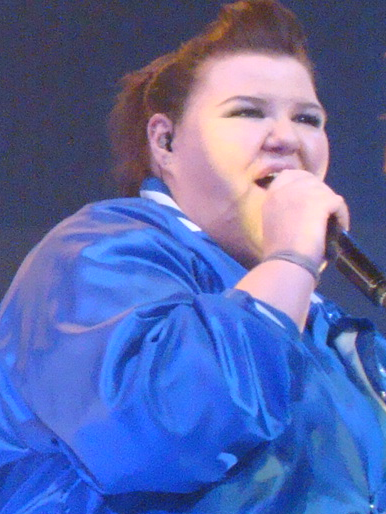
Ashley Fink interpretó «Empire State of Mind» en el rol de Lauren Zizes en la gira Glee Live! In Concert!.

El video de «Newport (Ymerodraeth State of Mind)» realiza una parodia de la canción y reemplaza las referencias al «Empire State» de Nueva York con referencias a la pequeña ciudad galesa de Newport. En galés, Ymerodraeth tiene el mismo significado que la palabra Empire. Este video fue dirigido por el cineasta británico M-J Delaney y presenta actores londinenses que cantaron e interpretaron rap —Alex Warren y Terema Wainwright respectivamente. Unos días después de su lanzamiento, Delaney comentó: «Espero que Jay-Z y Alicia lleguen a ver el video antes de que sus asesores de publicidad nos obliguen a sacarlo. Es simplemente en broma». Se invitó a sus participantes a varios programas de televisión nacionales y salieron en periódicos locales, incluso se los invitó a la reapertura del Newport Transporter Bridge. Alcanzó el estatus de video viral cuando recibió un millón de visitas en tres días y hacia agosto de 2010, casi 2 500 000 personas lo habían visto en YouTube. En julio, Warren y Wainwright tuvieron un encuentro con Universal Records para debatir sobre lanzar el tema como un sencillo y destinar una parte de los ingresos a la organización de caridad para enfermos mentales Newport Mind. Los siete coautores de «Empire State of Mind» se negaron a conceder un permiso para lanzarlo como sencillo, situación que dio lugar a que el video se quitara de YouTube el 10 de agosto.
El elenco de la serie televisiva estadounidense Glee realizó una versión de la canción para el primer episodio de la segunda temporada «Audition» el 21 de septiembre de 2010. En el capítulo, el club de la escuela ficcional William McKinley High School, tras enterarse de que la competencia nacional de coros será en Nueva York, deciden interpretar «Empire State of Mind» en el patio del colegio para atraer la atención de sus compañeros. Kyle Anderson de MTV comentó que «la música rap no es exactamente natural para Glee, pero la hicieron funcionar, ya que toda torpeza en la interpretación [...] fue eclipsada por la coreografía». Aly Semigran de la misma publicación opinó que «aunque no tenía [...] la misma seriedad del original, ciertamente nos tuvo golpeando el piso con nuestros pies como a algunos de sus compañeros de McKinley High» y la consideró «maravillosa». Lisa de Moraes de The Washington Post halló la interpretación del tema «muy forzada». El crítico musical Tom Stack de Entertainment Weekly vio en forma más positiva la actuación en el episodio; afirmó que «desde el vestuario [...] a la coreografía [...], fue emocionante» y que fue «espectacular». Además, la calificó con una «A». La versión de Glee se lanzó como sencillo y debutó en el número 21 en el Billboard Hot 100. Además, llegó al puesto 20 en Australia. Ashley Fink de Glee en el rol de Lauren Zizes versionó el tema en la gira Glee Live! In Concert! en los conciertos de 2011. El 11 de noviembre de 2013, DJ White Shadow realizó una remezla de «Empire State of Mind», durante el artRAVE en el Astillero Naval de Brooklyn para celebrar el lanzamiento mundial del disco ARTPOP, de Lady Gaga.

## Lista de canciones
| Maxisencillo internacional en CD |                                                       |          |  |
| N.º                              | Título                                                | Duración |  |
| 1.                               | «Empire State of Mind» (versión explícita)            | 4:36     |  |
| 2.                               | «Jockin' Jay-Z» (versión explícita)                   | 4:32     |  |
| 3.                               | «Run This Town» (en directo en Madison Square Garden) | 6:24     |  |

| CD alemán |                                            |          |  |
| N.º       | Título                                     | Duración |  |
| 1.        | «Empire State of Mind» (versión explícita) | 4:36     |  |
| 2.        | «Jockin' Jay-Z» (versión explícita)        | 3:41     |  |

| Disco de 12" estadounidense |                                            |          |  |
| N.º                         | Título                                     | Duración |  |
| 1.                          | «Empire State of Mind» (versión explícita) | 4:36     |  |
| 2.                          | «Empire State of Mind» (versión censurada) | 2:50     |  |

## Créditos
- Voz – Jay-Z, Alicia Keys[108]
- Compositores – Janet Sewell, Angela Hunte, Shawn «Jay-Z» Carter, Sylvia Robinson, Burt Keyes, Alicia Keys, Alexander Shuckburgh
- Productor – Alexander Shuckburgh
- Teclados – Jeff Bhasker, Kevin Randolph
- Ingenieros de sonido – Chris Godbey, Andrew Dawson, Karl Heilbron, Marcos Tovar, Miki Tsutsumi, Ann Mincieli
- Arreglista – Hart Gunther,
  - Asistente – Jason Wilkie
- Mezcla – Chris Godbey
- Masterización – Tony Dawsey
- Edición – Jason Wilkie
- Grabaciób – Ann Mincieli, Luke Steele
- Samples – «Love on a Two-Way Street» de The Moments

## Listas y certificaciones
| Lista (2009)                           | Mejor posición |
| -------------------------------------- | -------------- |
| Alemania (Media Control Charts)        | 13             |
| Australia (ARIA)                       | 4              |
| Austria (Ö3 Austria Top 40)            | 13             |
| Bélgica (Ultratop 50 Flandes)          | 4              |
| Bélgica (Ultratop 40 Valonia)          | 4              |
| Canadá (Canadian Hot 100)              | 3              |
| República Checa (IFPI)                 | 1              |
| Dinamarca (Tracklisten)                | 2              |
| Escocia (Scottish Singles Charts)      | 4              |
| España (Promusicae)                    | 27             |
| Estados Unidos (Billboard Hot 100)     | 1              |
| Estados Unidos (Hot R&B/Hip-Hop Songs) | 1              |
| Estados Unidos (Rap Songs)             | 1              |
| Estados Unidos (Pop Songs)             | 5              |
| Finlandia (Suomen virallinen lista)    | 9              |
| Francia (SNEP)                         | 8              |
| Italia (FIMI)                          | 3              |
| Irlanda (IRMA)                         | 2              |
| Noruega (VG-lista)                     | 5              |
| Nueva Zelanda (RIANZ)                  | 6              |
| Países Bajos (Dutch Top 40)            | 2              |
| Reino Unido (UK Singles Chart)         | 2              |
| Reino Unido (UK R&B Chart)             | 2              |
| Suecia (Sverigetopplistan)             | 6              |
| Suiza (Swiss Music Charts)             | 4              |

| Lista (2009)                   | Posición |
| ------------------------------ | -------- |
| Australian Singles Chart       | 64       |
| Australian Urban Singles Chart | 17       |
| Dutch Singles Chart            | 45       |
| Italian Singles Chart          | 22       |
| Swedish Singles Chart          | 63       |
| Swiss Singles Chart            | 91       |
| UK Singles Chart               | 30       |
| Billboard Hot 100              | 62       |
| Lista (2010)                   | Posición |
| Australian Singles Chart       | 19       |
| Australian Digital Tracks      | 15       |
| Australian Urban Singles Chart | 9        |
| Austrian Singles Chart         | 47       |
| Belgium Ultratop (Flandes)     | 32       |
| Belgium Ultratop (Valonia)     | 16       |
| Canadian Hot 100               | 24       |
| Danish Singles Chart           | 48       |
| Dutch Singles Chart            | 33       |
| European Hot 100 Singles       | 18       |
| German Singles Chart           | 64       |
| Italian Singles Chart          | 51       |
| New Zealand Singles Chart      | 47       |
| Swedish Singles Chart          | 93       |
| Swiss Singles Chart            | 10       |
| Billboard Hot 100              | 21       |

### Certificaciones
| País           | Certificaciones (Cantidad de ventas) | Ref.    |
| -------------- | ------------------------------------ | ------- |
| Alemania       | Oro                                  | [ 138 ] |
| Australia      | 3× Platino                           | [ 57 ]  |
| Austria        | Oro                                  | [ 139 ] |
| Bélgica        | Platino                              | [ 140 ] |
| Dinamarca      | Platino                              | [ 141 ] |
| Estados Unidos | 3× Platino                           | [ 52 ]  |
| Francia        | Oro                                  | [ 142 ] |
| Italia         | Platino                              | [ 61 ]  |
| Nueva Zelanda  | Platino                              | [ 59 ]  |